# ایگور کی‌یف
ایگور کی‌یف یکم (به اسلاوی شرقی قدیمی و روسی: Игорь ، نروژی قدیم: Ingvar و به اوکراینی: Ігор ، Ihor) حاکم روس کیف در سال های ۹۱۴ تا ۹۴۵ میلادی بود.

وی در سال‌های ۹۱۳ و ۹۴۴ به سرزمین‌های اطراف دریای مازندران هجوم برد.